# Wychwood Brewery
Wychwood Brewery — пивоварня в городке Уитни (графство Оксфордшир в Англии), принадлежащая Refresh UK, дочерней компании Marston’s. Флагманский сорт пивоварни, Hobgoblin, тёмный эль крепостью 5,2 %, охарактеризован производителем как «рубиновое пиво».
Пивоварня Wychwood изготавливает около 50 000 баррелей (8 200 000 литров) бочкового эля в год и является крупнейшей пивоваренной компанией Великобритании, производящей натуральный эль. Фильтрованное и бутилированное пиво компании Wychwood экспортируется по всему миру, включая Северную Америку, Францию, Австралию, Россию, Японию, Израиль и Сингапур.
Пивоварня известна оформлением тары в фэнтезийном стиле на основе мифов и легенд, связанных с древним лесом Вичвуд.

## История

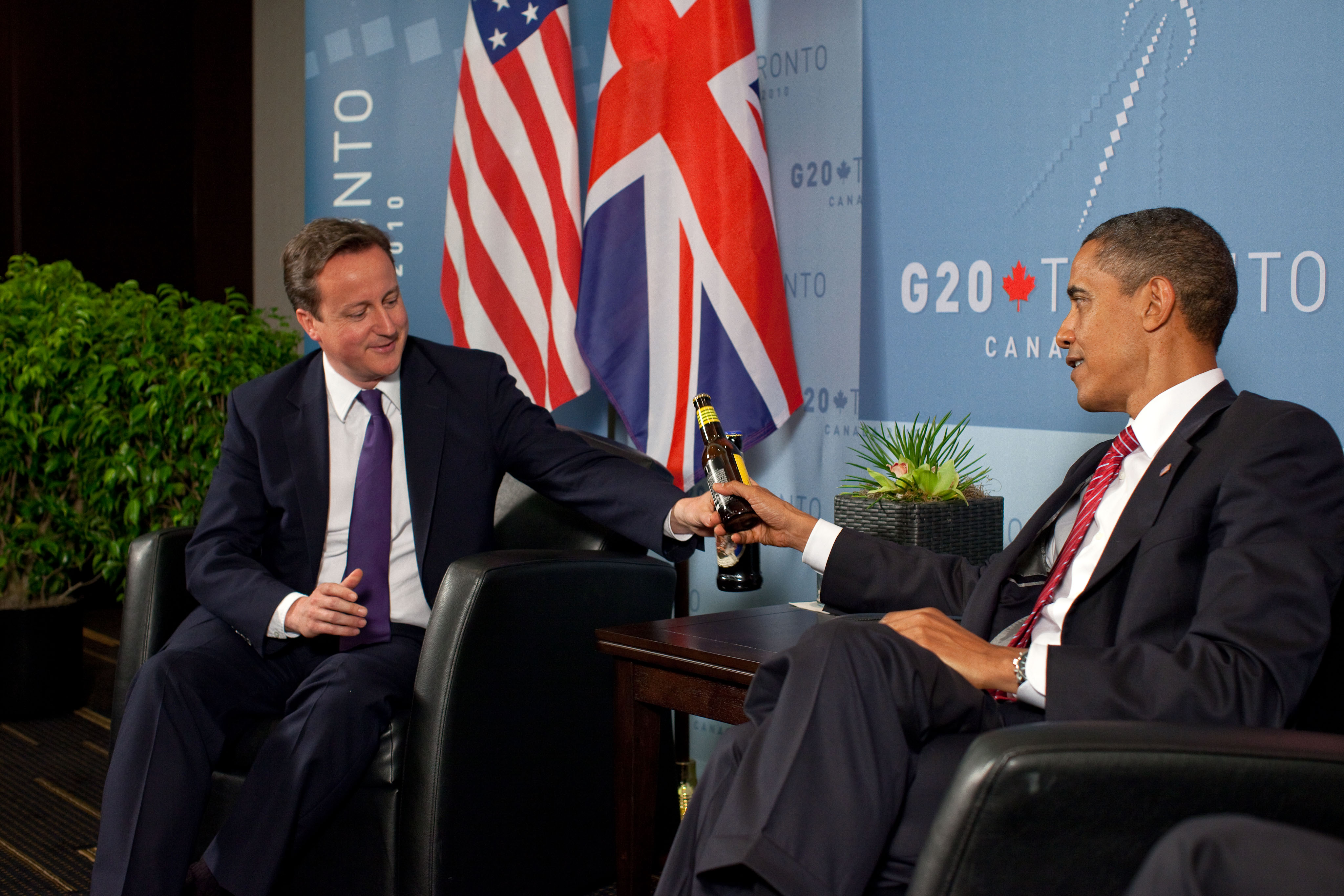
Премьер-министр Великобритании Дэвид Кэмерон дарит президенту США Бараку Обама эль Hobgoblin на саммите G20 в Торонто, 2010 год

Пивоварня расположена в старом Eagle Maltings, построенном в 1841 году для ячменного солода для пивоваренного завода Clinch & Co Brewery, который владел семьдесят одним пабом в Южной Англии. В 1961 году компания Courage Brewery выкупила Clinch, а пивзавод закрыла.
В 1983 году бывшую пивоварню выкупил Пэдди Гленни, он дал зданию название The Eagle Brewery, а саму вновь образованную компанию назвал Glenny Brewery. После того как Гленни отошёл от дел, бизнес перешёл к Крису Моссу. В 1990 году пивоварня The Eagle Brewer была переименована в Wychwood Brewery в честь древнего леса Вичвуд на окраине Уитни. В 2002 году пивоваренный завод был выкуплен Refresh UK.

## Пиво

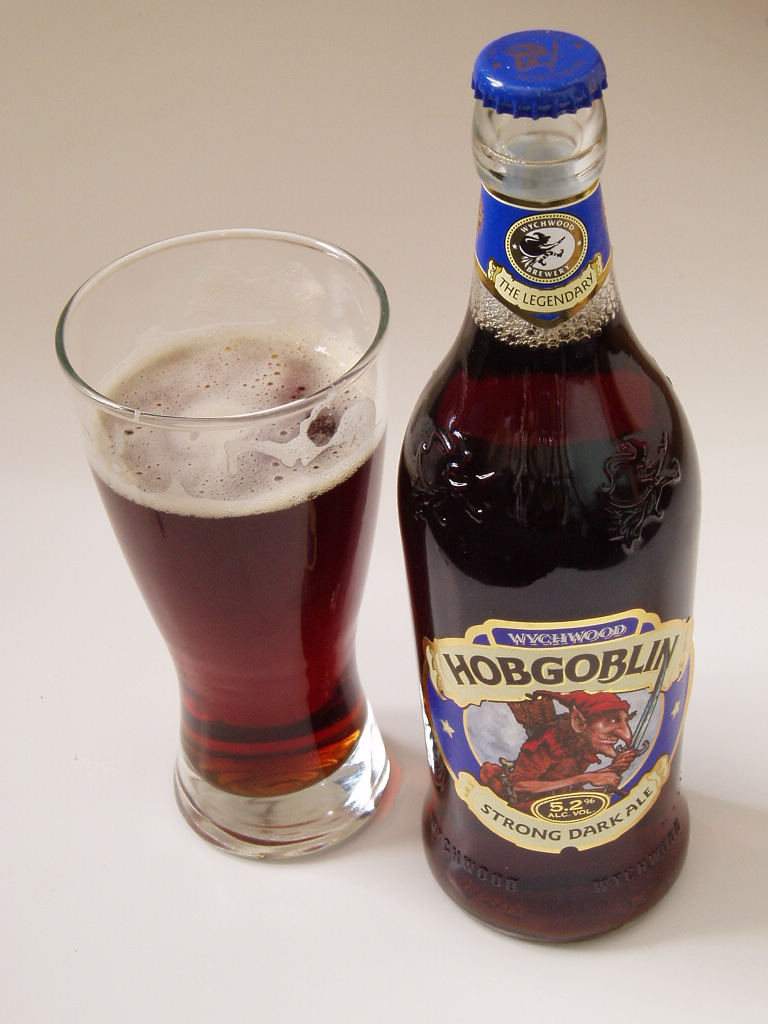
Бутылка Hobgoblin, флагманского сорта пивоварни Wychwood.

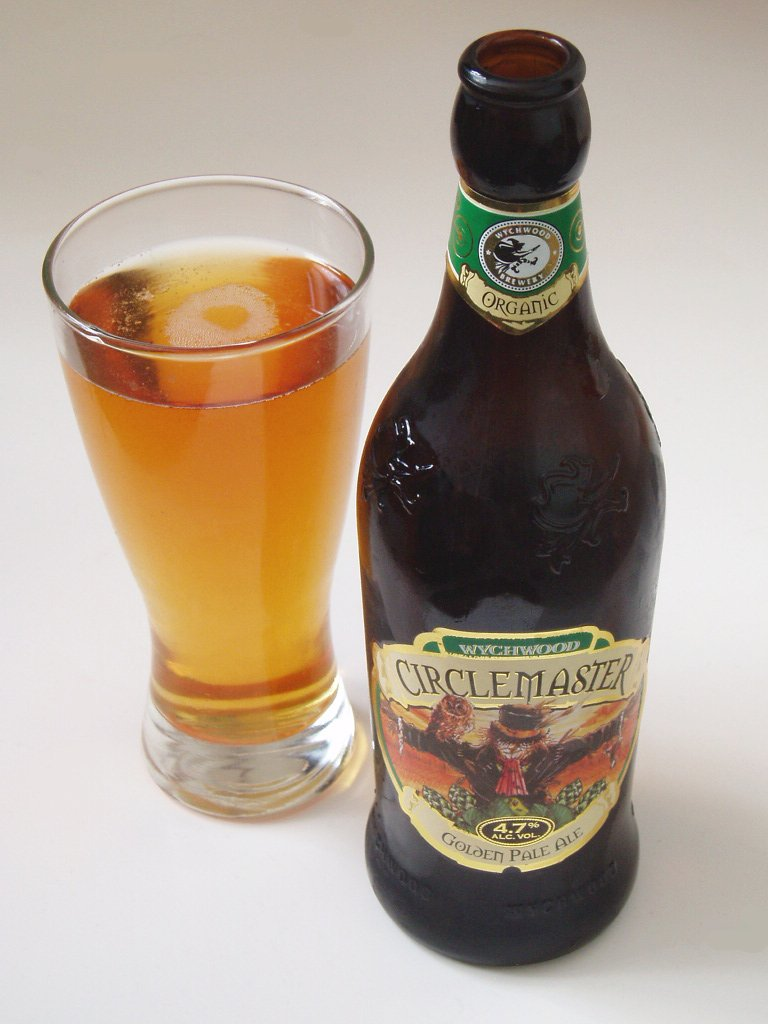
Бутылка пива Circle Master, до её ребрендинга в Scarecrow.

### Hobgoblin
Hobgoblin — самый известный и популярный сорт пива пивоварни Wychwood, был создан Крисом Моссом. Пиво крепостью 5,2 % алкоголя разливается в бутылки и банки, крепостью 4,5 % (ранее 5,0 %, а до этого 5,6 %) — в бочки, и характеризуется производителем «Ruby beer». Джереми Мосс, главный пивовар Wychwood, описывает этот напиток как «насыщенный и хорошо сбалансированный, на основе солода со вкусом шоколадного ириса, с умеренной горечью и выраженной фруктовой нотой, с рубиново-красным сиянием». Это было первое бутилированное пиво в Великобритании с иллюстрированным лейблом в отличие от обычных текстовых, и в настоящее время Hobgoblin — это 5-й по популярности сорт бутилированного эля в стране.
Нынешний слоган эля Hobgoblin: «В чём дело, любитель лагера, боишься попробовать что-то новое?» («What’s the matter Lagerboy, afraid you might taste something?»), содержит вызов поклонникам бледного лагера, более популярного в Британии вида пива, и претензию на более достойное место для напитков более насыщенных и ароматных. В октябре 2004 и 2005, Wychwood использовали другую вариацию слогана специально для Хэллоуина: «боишься темноты, любитель лагера?» («Afraid of the dark, Lagerboy?»). В 2006 году один поклонник лагера пожаловался на рекламу Wychwood в Комитет рекламных стандартов, заявив, что «хэллоуинская» кампания Wychwood была «агрессивной» и «оскорбительной», но его жалоба не была удовлетворена.
Во время саммита G-20 в Торонто 2010 года, премьер-министр Великобритании Дэвид Кэмерон и президент США Барак Обама обменялись подарками — бутылками пива из своих родных мест. Кэмерон презентовал Обаме дюжину бутылок Hobgoblin. В ответ Обама подарил Кэмерону две дюжины бутылок пива из пивоварни Goose Island Brewery в Чикаго. Президент заметил, что своё пиво будет пить охлаждённым, в отличие от оптимальной комнатной температуры (15.5 °C/59.9 °F), при которой сильный эль опьяняет. Это замечание побудило Wychwood сделать для своего интернет-магазина футболку с надписью «в чем дело Обама, боишься попробовать?» («What’s the matter Obama, afraid you might taste something?»).

### King Goblin
King Goblin, — это, по сути, ещё более крепкая ароматная разновидность Hobgoblin. В этом напитке 6,6 % алкоголя, под эпитетом «Special Reserve». На сегодняшний день King Goblin доступен в бутылках в некоторых супермаркетах США, Берлине, а также в России. Его можно так же попробовать на фестивалях «настоящего эль» от сети пабов Wetherspoons.
На сайте Wychwood сказано, что King Goblin — это единственное пиво, которое варится исключительно при полной луне.

### Scarecrow
Scarecrow (ранее Circle Master), золотистое светлое пиво естественного брожения, содержит 4,7 % алкоголя. Сочетает в себе листья хмеля «Target» и английский ячменный солод. С момента поступления в продажу, реализовывалось в США под маркой Scarecrow, а в Великобритании как сорт Corn Circle. Однако название вызвало споры с пивоварней Hop Back, разливавшей пиво Crop Circl. Новое название круги на полях. Новое название пива от Wychwood, Circle Master, отсылало к британскому арт-кружку CircleMakers, основанному Джоном Ландбергом, члены которого создавали круги на полях в начале 1990-х годов. Этикетка изображает пугало, стоящее в центре такого круга. В 2010 году название вновь было изменено, в пользу американского варианта, на Scarecrow.

### Goliath
Goliath — это традиционный крафтовый эль, содержащий 4,2 % алкоголя на основе бледного и кристаллического солода, имеет насыщенный рубиновый цвет и богатый солодовый вкус. С большим содержанием хмеля сортов English Fuggles и Styrian Goldings для классической освежающей горечи. Доступен только в бутылках.

### Wychcraft
Недавнее пополнение в ассортименте Wychwood, Wychcraft это блонд с 4,5 % алкоголя в бутылках и 3,8 % алкоголя в бочках. Был выпущен Wychwood, в качестве их представления, каким должен быть бледный лагер.

### Piledriver
Британская рок-группа Status Quo совместно с Wychwood, запустили в производство настоящий эль, который получил название в честь классического альбома группы 1972 годаPiledriver.
Результат был охартеризован как "классическое английское пиво, сваренное классической английской группой", запуск сорта в продажу был приурочен к делюксовому переизданию альбома.
Крепость напитка 4,3 %, — это традиционный хмельной янтарный напиток с фруктово-хмелевой нотой — и музыканты сообщают, что они наслаждались процессом вовлечения в его создание.
Эль Piledriver поступил в продажу пабах Wetherspoons от 17 февраля, в свободную продажу поступил в апреле.

### Imperial Red
Солодовый аромат уравновешивается чётко выраженным хмельным; богатый рубиновый цвет, 4,7 % алкоголя.

### Black Wych
Портер от Wychwood Brewery, содержание алкоголя 5,0 %

## Wychwood и Brakspear
В октябре 2002 года Wychwood получили контроль над пивоварней Brakspear в Хенли-он-Темс. Часть мощностей Brakspear была интегрирована в производство Wychwood, включая медь (варочный котел), а также отремонтированные ёмкости для ферментации в Хенли. У Wychwood, по-прежнему, только один пивоваренный завод, в Уитни, а на двух других происходит ферментация, причём на одном для сортов Wychwood, а на другом — для Brakspear. Пиво Brakspear варят в Уитни, а их старый завод в Хенли был преобразован в бутик-отель.

## Другие сорта пива
Используя бренд «Hatherwood Brewery», пивоварня варит сорта пива «Golden Goose» и «Ruby Rooster» для британского супермаркета Лидл.